# FKベチェイ1918
フドバルスキ・クルブ・ベチェイ1918（セルビア語: Фудбалски клуб Бечеј 1918, セルビア・クロアチア語: Fudbalski klub Bečej 1918）は、セルビアのヴォイヴォディナ・ベチェイをホームタウンとするサッカークラブである。

## 歴代所属選手
- ヴラダン・ミロイェヴィッチ 1989-1990
- ミロラド・コラチ 1994-1998